# العمشة (عمران)
العمشه هي إحدى قرى الجمهورية اليمنية. وهي تتبع جغرافيًا لمحافظة عمران. وإداريًا لمديرية السودة. يبلغ تعداد سكانها 1077 نسمة حسب الإحصاء الذي جرى عام 2004.